# Tumelero
Tumelero é uma rede de lojas de material de construção da cidade de Porto Alegre, capital do estado do Rio Grande do Sul.
A empresa é considerada tradicional na região sul do Brasil, sendo líder de vendas em seu segmento no Rio Grande do Sul.

## História
Fundada em 1º de novembro de 1967, por Melson José Tumelero, as Lojas Tumelero deram início às suas atividades na Avenida Assis Brasil 7611. Com apenas 10 funcionários, a primeira loja comercializava madeiras, ferragens e produtos de uso colonial. No ano seguinte, a empresa transferiu-se para sua sede própria, onde se encontra até hoje a loja matriz e a administração central, na Avenida Assis Brasil 5577.
Em 1982 a empresa adquiriu e restaurou o Edifício Ely, prédio histórico e patrimônio cultural  localizado na Rua da Conceição nº. 283, entre as ruas Voluntários da Pátria e Comendador Manoel Bandeira. Este prédio, construído em alvenaria dentro do estilo renascentista alemão, foi a primeira construção com estrutura de concreto armado em Porto Alegre. Foi projetado e construído entre 1922 e 1923, pelo arquiteto Theo Wiederspahn, nascido em Wiesbaden, na Alemanha. Este monumento, rigorosamente mantido e conservado pelo Grupo Tumelero, é considerado um ponto turístico.
No decorrer dos anos, a Tumelero foi ampliando sua linha de produtos e profissionalizando sua equipe.

## Polêmica naeleição de 2014
O nome das lojas Tumelero foi citado pelo então candidato a governador do Rio Grande do Sul nas eleições de 2014, José Ivo Sartori (PMDB), em sua campanha no segundo turno, que disputava com Tarso Genro (PT). À imprensa gaúcha, Sartori declarou, em tom jocoso, que os professores da rede pública estadual de ensino, que estivessem descontentes com o piso salarial, fossem procurar seu "piso" nas lojas Tumelero. Fato este que gerou diversas repercussões negativas nas redes sociais, principalmente de eleitores do candidato oponente.

## A Tumelero atualmente
Em 2017, foi comprada pela concorrente Telhanorte, pertencente ao grupo empresarial francês Saint-Gobain. A compra da Tumelero permitiu à Telhanorte se tornar a maior empresa do setor no Brasil, superando a Leroy Merlin.

## Fotos

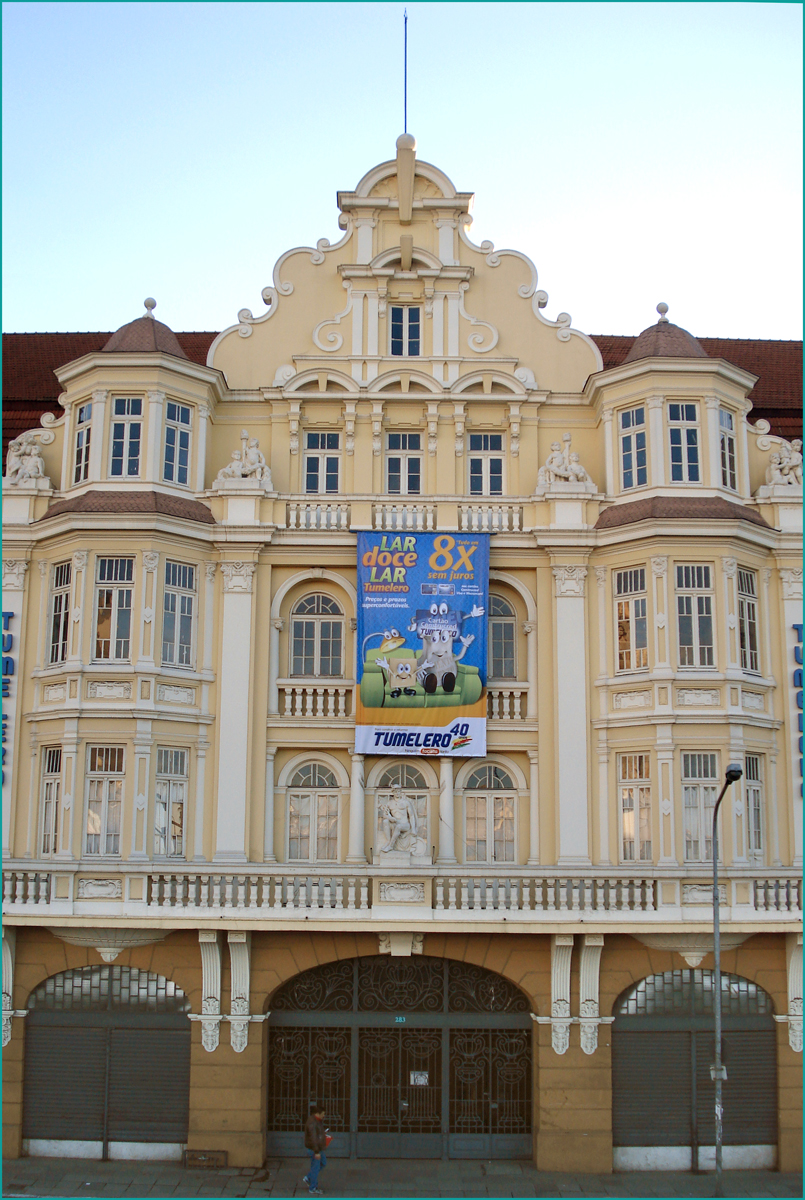
Tumelero
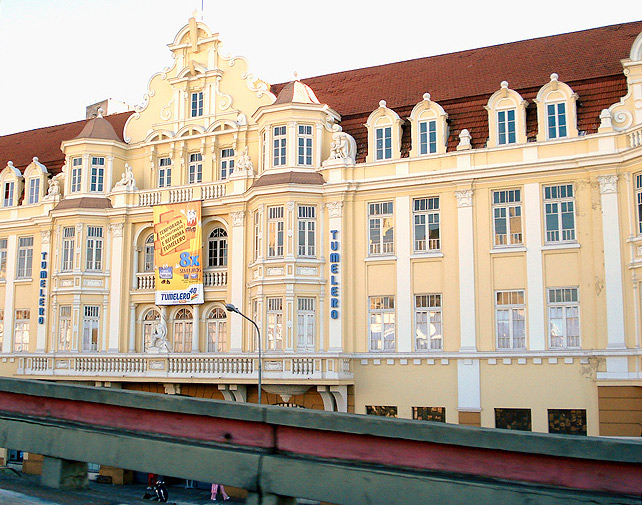
Tumelero